# Piotr Karasiński
Karasiński Piotr Ignacy - polski inżynier technolog.
Syn Leona (zm. 1911). Ukończył Instytut Technologiczny w Petersburgu (1907). Podczas I wojny światowej mieszkał w Moskwie, gdzie pracował w Towarzystwie Akcyjnym "Drzewiecki i Jeziorański". Należał wówczas do Stowarzyszenia Techników Polskich w Rosji.
W okresie międzywojennym współwłaściciel Towarzystwa Akcyjnego Fabryki Maszyn i Odlewni Orthwein, Karasiński i Spółka we Włochach pod Warszawą.